# Пів долара (Барб'є)
Пів долара (Барб'є) (англ. Barber half dollar) — срібна розмінна монета США вартістю 50 центів, яка карбувалася у 1892-1915 роках. Монета замінила у обігу номінал 50 центів зі «Свободою, що сидить», яка була у обігу понад 50 років.

## Історія
У 1892 році було випущено цілу серію монет у 5-, 10-, 25-, 50-центів, розроблену гравером Чарльзом Барб'є, яка згодом оторимала його ім'я. Наприкінці ХІХ століття у обігу накопичилась велика кількість затертих та низкоякісних монет серії з зображенням Свободи що сидить, які карбувалися понад 50 років, у зв'язку з цим Чарльзу Барб'є було дане розпорядження на створення розмінних монет США нового дизайну. 
У 1916 році монету замінив номінал 50 центів зі «Свободою, що йде».

## Карбування
Монета карбувалася на монетних дворах Філадельфії, Денвера, Нового Орлеану і Сан-Франциско. Позначки монетних дворів розташовувалися під орлом на реверсі.
- Відсутня — монетний двір Філадельфії
- D — монетний двір Денвера
- S — монетний двір Сан-Франциско
- O — монетний двір Нового Орлеану

За весь час було викарбувано близько 136 мільйонів монет цього типу.

## Тираж
| Рік  | Філадельфія     | Денвер    | Новий Орлеан | Сан-Франциско |
| ---- | --------------- | --------- | ------------ | ------------- |
| 1892 | 934 000 (1 245) |           | 390 400      | 1 029 028     |
| 1893 | 1 826 000 (792) |           | 1 389 000    | 740 000       |
| 1894 | 1 148 000 (972) |           | 2 138 000    | 4 048 960     |
| 1895 | 1 834 338 (880) |           | 1 766 000    | 1 108 086     |
| 1896 | 950 000 (762)   |           | 924 000      | 1 140 948     |
| 1897 | 2 480 000 (731) |           | 632 000      | 933 900       |
| 1898 | 2 956 000 (735) |           | 874 000      | 2 358 550     |
| 1899 | 5 538 000 (846) |           | 1 724 000    | 1 686 411     |
| 1900 | 4 762 000 (912) |           | 2 744 000    | 2 560 322     |
| 1901 | 4 268 000 (813) |           | 1 124 000    | 847 044       |
| 1902 | 4 922 000 (777) |           | 2 526 000    | 1 460 670     |
| 1903 | 2 278 000 (755) |           | 2 100 000    | 1 920 772     |
| 1904 | 2 992 000 (670) |           | 1 117 600    | 553 038       |
| 1905 | 662 000 (727)   |           | 505 000      | 2 494 000     |
| 1906 | 2 638 000 (675) | 4 028 000 | 2 446 000    | 1 740 154     |
| 1907 | 2 598 000 (575) | 3 856 000 | 3 946 000    | 1 250 000     |
| 1908 | 1 354 000 (545) | 3 280 000 | 5 360 000    | 1 644 828     |
| 1909 | 2 368 000 (650) |           | 925 400      | 1 764 000     |
| 1910 | 418 000 (551)   |           |              | 1 948 000     |
| 1911 | 1 406 000 (543) | 695 080   |              | 1 272 000     |
| 1912 | 1 550 000 (700) | 2 300 800 |              | 1 370 000     |
| 1913 | 188 000 (627)   | 534 000   |              | 604 000       |
| 1914 | 124 000 (610)   |           |              | 992 000       |
| 1915 | 138 000 (450)   | 1 170 400 |              | 1 604 000     |

(У дужках позначена кількість монет з якістю пруф)

## Опис

### Аверс
На аверсі монети знаходиться бюст жінки, що символізує Свободу. Її волосся оздоблює лавровий вінок і діадема на якій розташовано напис «LIBERTY». Над зображенням Свободи півколом напис «IN GOD WE TRUST», внизу — рік випуску, а з боків знаходяться 13 зірок за кількістю перших штатів. На основі шиї можна розглядати літеру B, яка є монограмою гравера Чарльза Барб'є.

### Реверс
У центрі розміщено  велику печатку США, що зображує білоголового орлана, зі стрілами та оливковою гілкою у кігтях, у дзьобі він тримає стрічку з девізом «E PLURIBUS UNUM» і 13 зірок над ним. По краю монети півколом розташовані два написи: зверху — «UNITED STATES OF AMERICA», знизу — позначення номіналу монети «HALF DOLLAR».